# Велозу, Липе
Луис Фелипе Велозу Сантос (порт. 	Luiz Felipe Veloso Santos; род. 7 апреля 1997, Рибейран-Прету, Сан-Паулу) — бразильский футболист, полузащитник.

## Карьера

### Начало карьеры
Начинал свою молодёжную футбольную карьеру в «Ботафого». В дальнейшем проходил академии таких клубов как «Сантос», «Коринтианс», «Фламенго» и «Палмейрас». Первым профессиональным клубом бразильца стал японский «Токио», в который игрок перешёл 12 июля 2017 года. Игрок сразу же отправился в дубль команды. За основную команду дебютировал 21 октября 2017 года против «Хоккайдо Консадоле Саппоро». Однако позже всё равно остался в дубле команды.

### «Львов»
В феврале 2019 года подписал контракт с украинским клубом «Львов». Дебютировал за клуб 23 февраля 2019 года против одесского «Черноморца». Игрок быстро адаптировался и стал основным игроком команды. Свой единственный гол за украинский клуб забил 3 апреля 2019 года «Мариуполю». В следующем сезоне не играл из за полученной травмы.

#### Аренда в «Торпедо-БелАЗ»
31 марта 2020 года отправился в аренду в белорусский клуб «Торпедо-БелАЗ». Дебютировал за клуб 11 апреля 2020 года против «Энергетика». Игрок сразу стал основным игроком команды. За время аренды игрок провел 27 матчей, забил 6 голов и отдал 7 результативных передач. В итоге занял 3 место в Высшей Лиге 2020. По окончании аренды в декабре 2021 года вернулся во «Львов».

### «Рига»
В марте 2021 года перешёл в «Ригу», где сумма трансфера составила около 150 тысяч евро. Дебютировал 3 апреля 2021 года против «Спартака» из Юрмалы. Дебютный гол за клуб забил 17 апреля 2021 года в матче против клуба «Даугавпилс». Первоначально футболист был игроком стартового состава латвийского клуба, однако затем потерял место в старте, а также перестал попадать в заявку на матчи.

#### Аренда в «Торпедо-БелАЗ»
В августе 2021 года снова отправился в аренду в белорусский «Торпедо-БелАЗ». Первый матч сыграл 14 августа 2021 года в матче против «Слуцка», выйдя на замену на 64 минуте. Футболист быстро закрепился в основной команде клуба, став одним из ключевых игроков. Первым результативным действием отличился 24 октября 2021 года в матче против брестского «Руха», отдав голевую передачу.

### «Торпедо-БелАЗ»
В февраля 2022 года был выкуплен у рижского клуба и на постоянной основе перешёл в жодинский клуб. Свой первый матч за «Торпедо-БелАЗ», как полноценный футболист клуба, сыграл 3 апреля 2022 года во 2 туре Высшей Лиги против «Энергетика-БГУ», где бразилец отдал одну результативную передачу. Своим первым голом отличился 10 июля 2022 года в матче против брестского «Динамо». С начала второго круга чемпионата потерял место в основной команде из-за разногласий с тренерским составом. В ноябре 2022 года появилась информация, что по окончании года бразильский футболист покинет клуб. В декабре 2022 года по информации источников агент футболиста искал место нового трудоустройства для футболиста. В феврале 2023 года сообщалось, что футболист окончательно решил покинул белорусский клуб.